# Venera 2
Venera 2 (ryska: Венера-2) var det femte uppdraget i det sovjetiska Veneraprogrammet och var avsedd för att göra en förbiflygning av Venus. Venera 2 sköts upp den 12 november 1965 och bar med sig ett TV-system och vetenskapliga instrument. Den passerade förbi Venus den 27 februari 1966 på ett avstånd av 24,000 km och gick därefter in i en heliocentrisk bana. Dock hade man förlorat kontakten med rymdsonden innan den passerade Venus, och därmed kunde inga data sändas hem.

### Fotnoter
1. ↑  ”NASA Space Science Data Coordinated Archive” (på engelska). NASA. https://nssdc.gsfc.nasa.gov/nmc/spacecraft/display.action?id=1965-091A. Läst 26 mars 2020.